# Isaías Cabezón
Isaías Cabezón Acevedo (1891-1963) fue un pintor chileno, vinculado tanto a la Generación del 13 como a la Generación del 28 y al Grupo Montparnasse. De tendencias posimpresionistas, es considerado uno de los precursores del oficio de cartelista en su país.

## Biografía
Nació en Salamanca, Región de Coquimbo, siendo el sexto de los siete hijos de Baldomero Cabezón Leighton y Merced Acevedo Villarroel, profesores. Demostró una inclinación por el dibujo desde una temprana edad, actividad que fue incentivada por su familia, y comenzó a desarrollar su labor artística de manera autodidacta. Estudió en el Seminario de La Serena y posteriormente se trasladó a Valparaíso para ingresar al Seminario de San Rafael.
En 1917 ingresó a la Academia de Bellas Artes, siendo alumno de Agustín Undurraga, Juan Francisco González y Richon Brunet. Ese año recibió el primer premio del concurso de afiches organizado por la Federación de Estudiantes de la Universidad de Chile (FECH) con motivo de la fiesta de la primavera. Su labor como ilustrador lo llevó a trabajar en las revistas Claridad, Juventud y Antártica, y en el libro La canción de la fiesta de Pablo Neruda.
En 1922 viajó a Europa, recorriendo diversos países para estudiar las obras de los artistas impresionistas fauvistas y expresionistas. Trabajó como decorador y diseñador de maquetas en Madrid, organizó muestras de autores latinoamericanos en Francia, y trabajó con el pintor Otto Joeckel en Berlín. Entre los artistas con los que mantuvo contacto en esa época se encuentran Juan Gris, Fernand Léger y Robert Delaunay.
Tras su regreso a Chile, trabajó como profesor en la Escuela de Bellas Artes entre 1928 y 1930. Expuso en el Salón Oficial de Santiago en 1928, y en 1929 fue uno de los artistas becados por el gobierno de Carlos Ibáñez del Campo para viajar a Europa y especializarse en técnicas de artes aplicadas, circunstancias que lo ubican dentro de la denominada Generación del 28.
En 1936 es asignado a la dirección técnica de la propaganda del Departamento de Turismo de Chile. Entre 1944 y 1945 desempeñó el cargo de director suplente del Museo Nacional de Bellas Artes.